# Єрнея Вас
Єрнея Вас (словен. Jerneja vas) — поселення в общині Чрномель, Південно-Східна Словенія, Словенія. Висота над рівнем моря: 148,8 м.